# Leo Abels
Leo Abels (van Eekwerd) (ook bekend als Leo Abeli Ab Equart en andere variaties) (Wirdum, omstreeks 1563 – waarschijnlijk in 1611) was een Nederlands predikant.

## Leven en werk
Abels werd omstreeks 1563 geboren als een zoon van de eigenerfde en kroniekschrijver Abel Eppens en Frouwke Louwens. Hij woonde vanaf 1581 in ballingschap in het Duitse Oost-Friesland. Zijn vader was reeds in 1580 naar Emden gevlucht, in 1581 voegde zijn vrouw met haar kinderen zich bij haar man in Emden. In 1595 werd hij de eerste gereformeerde predikant te Loppersum. Hij woonde in de periode van 1595 tot 1604 diverse malen de synode bij en was ook gedeputeerde der synode. In 1603 werd hij afgevaardigde naar de Noordhollandsche synode.
Abels was getrouwd en hij had twee zoons, te weten de burgemeester van Groningen en raadsheer Adolf Louwens (1600-1668) en de predikant Abel Louwens (1601-1652). Leo Abels zou in 1611 zijn overleden.